# リアーチェ
リアーチェ（イタリア語: Riace）は、イタリア共和国カラブリア州レッジョ・カラブリア県にある、人口約2,300人の基礎自治体（コムーネ）。
1972年に村の沖合から発見されたリアーチェのブロンズ像が知られている。またこの村は、地域再生のため難民の積極的受け入れを進め、その取り組みは「リア―チェ・モデル」として知られている。

## 地理

### 位置・広がり
レッジョ・カラブリア県北東部のコムーネで、村域は東南でイオニア海に面する。リアーチェの集落は海岸から5kmほど内陸にあり、ヴィボ・ヴァレンツィアから南東へ44km、州都カタンザーロから南へ55km、県都レッジョ・ディ・カラブリアから東北東へ80kmの距離にある。

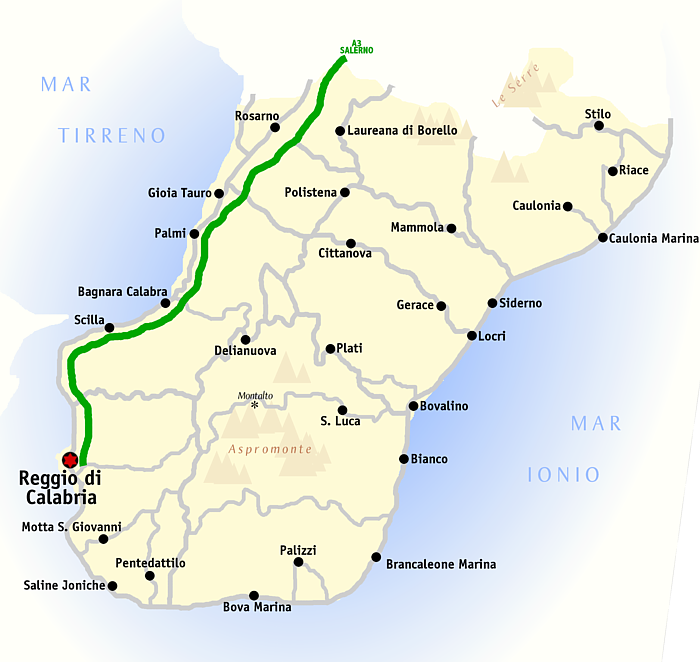
レッジョ・カラブリア県概略図

#### 隣接コムーネ
隣接するコムーネは以下の通り。
- カミーニ
- スティニャーノ

## 歴史

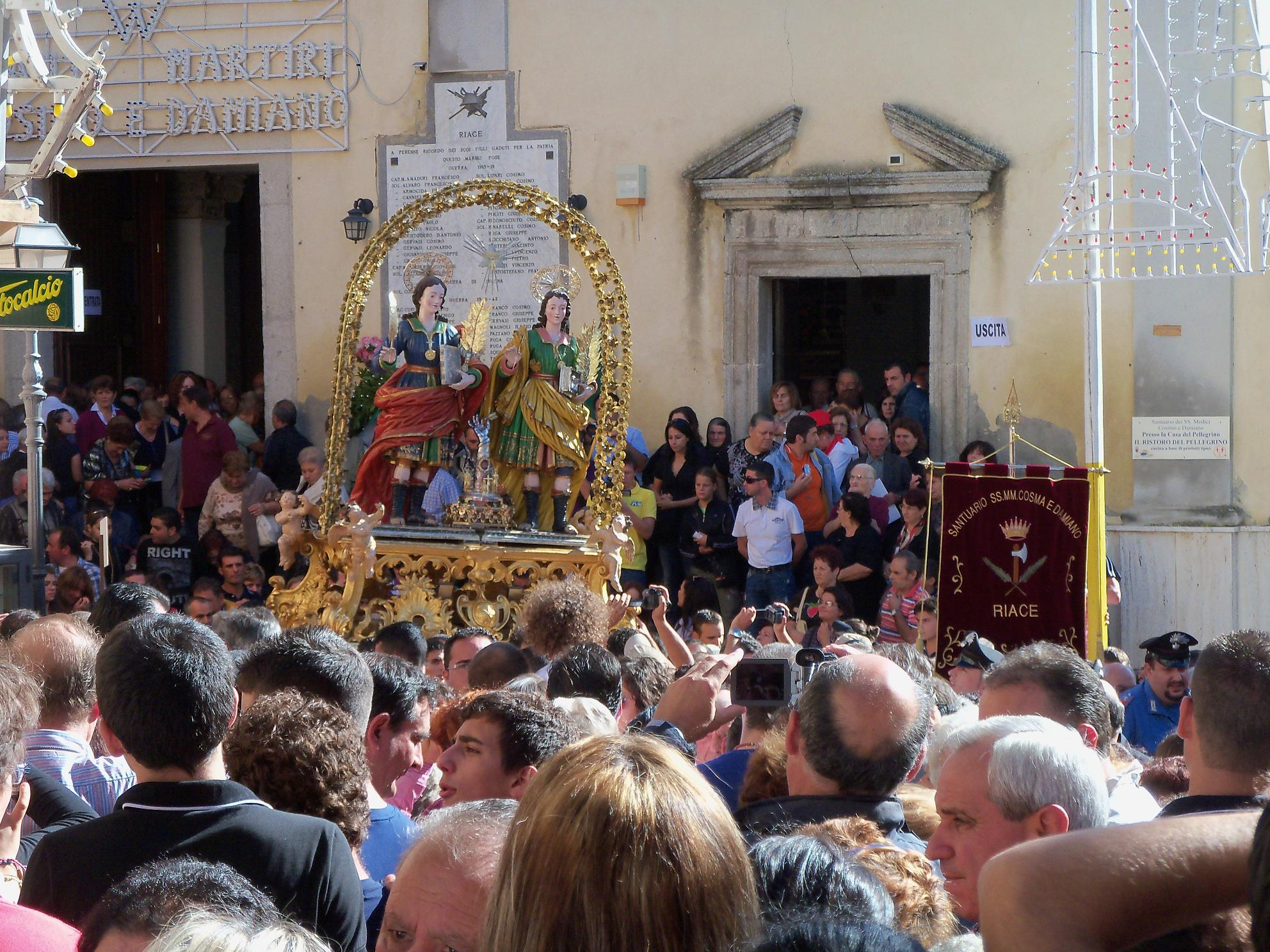
Feast of Saints Cosmas and Damian (2010).

リアーチェは、リアーチェのブロンズ像で知られている。1972年に発見されたこれらの像は、古代ギリシャ彫刻の戦士の像である。リアーチェのブロンズ像は今日、レッジョ・カラブリアの国立マグナ・グラエキア博物館で展示されている。
リアーチェは、2010年代半ばからのヨーロッパ難民危機の中で、難民に対する先進的な取り組みを行ったことで世界的な注目を受けた。村の活性化や、村の学校の廃校回避のために難民を受け入れ、およそ1800人の住民のうち、およそ450人が難民である。村長のドメニコ・ルカーノ（Domenico Lucano）は、2010年のワールド・メイヤー賞（世界市長賞）で2位となった（1位になったのは900万人が暮らす巨大都市であるメキシコシティの市長である）。彼はまた『フォーチュン』誌で「2016年の世界の最も偉大なリーダー」の一人に選出され、リストの40番目で取り上げられている。ルカーノは、ごみ処理契約をめぐる不正や、難民がイタリアに滞在しやすくするために婚姻の手続きを簡略にした嫌疑で逮捕され、自宅軟禁下に置かれている。ルカーノの盟友である Tesfahun Lemlem もまた捜索を受け、イタリアへの居住の権利を失うと見られている 。